# Informationskunst
Informationskunst (auch als Datenkunst oder Informationismus bekannt) ist ein aus der Electronic Art entstandenes Feld, welches Informatik, Informationstechnik und klassische Formen von Kunst (mitinbegriffen Performance, Bildende Kunst, Medienkunst und Konzeptkunst) synthetisiert. Informationskunst beinhaltet des Öfteren Interaktion mit Computern, welche künstlerische Inhalte – basierend auf der Verarbeitung von großen Mengen an Daten – generieren.

## Hintergrund
Informatismus folgt auf die 1970er Ausstellung mit dem Namen „Information“, organisiert von Kynaston McShine im Museum of Modern Art in New York – eine Vorstellung die förmlich Konzeptkunst als führende Tendenz in den Vereinigten Staaten etabliert hat. Rund um 1966 ist Konzeptkunst international simultan in mehreren Städten aufgetaucht. Zur gleichen Zeit kamen auch Aktivitäten von Experimenten in Kunst und Technologie auf, die unter dem Kürzel E.A.T. (Experiments in Art and Technology) bekannt geworden sind.

## Künstlerische Praxis
Daten der Informationskunst können sich in Fotografien, Volkszählungsdaten, Kleinstbeträgen, persönlichen Profilen und deren Ausdrücken, Videos, Suchmaschinenresultaten, digitalen Malereien, Netzwerksignalen und Prosa manifestieren.